# Dounaïskaïa (métro de Saint-Pétersbourg)
Dounaïskaïa (en russe : Дунайская) est une station de la ligne 5 du Métro de Saint-Pétersbourg. Elle est située dans le raïon de Frounzé, à Saint-Pétersbourg en Russie.
Mise en service en 2019, elle est desservie par les rames circulants sur la ligne 5.

## Situation sur le réseau

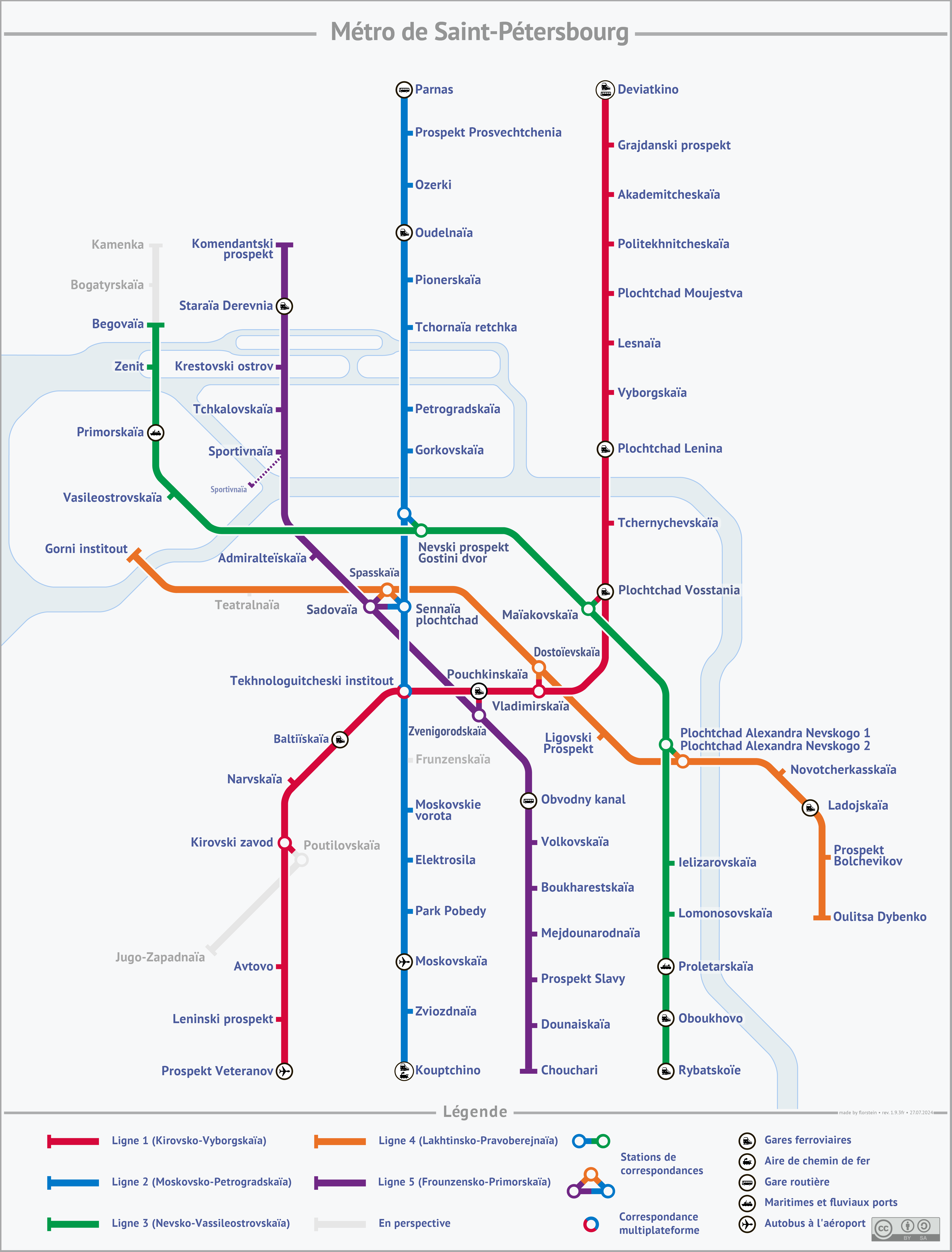
Plan du métro.

Établie en souterrain, à 17 mètres de profondeur, Dounaïskaïa est une station de passage de la ligne 5, du métro de Saint-Pétersbourg. Elle est située entre la station Prospekt Slavy, en direction du terminus nord Komendantski prospekt , et la station Chouchary, terminus sud.
La station dispose d'un quai central encadré par les deux voies de la ligne. 

## Histoire
La station Dounaïskaïa est mise en service le 3 octobre 2019, lors de l'ouverture du prolongement de 6,1 km de Mejdounarodnaïa à Chouchary.

## Services aux voyageurs

### Accès et accueil
La station dispose de deux bouches couvertes, au nord et au sud.

Installations
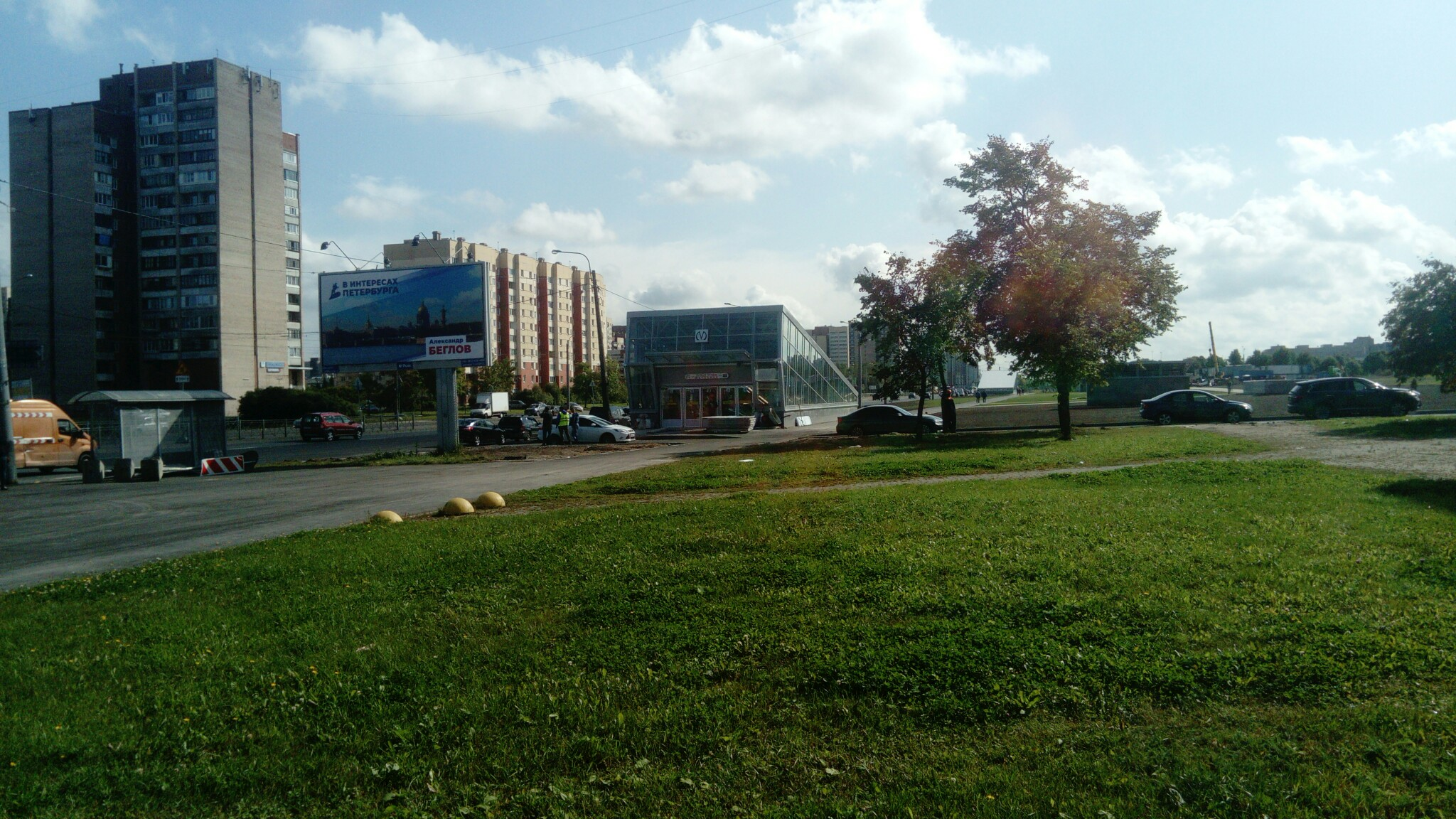
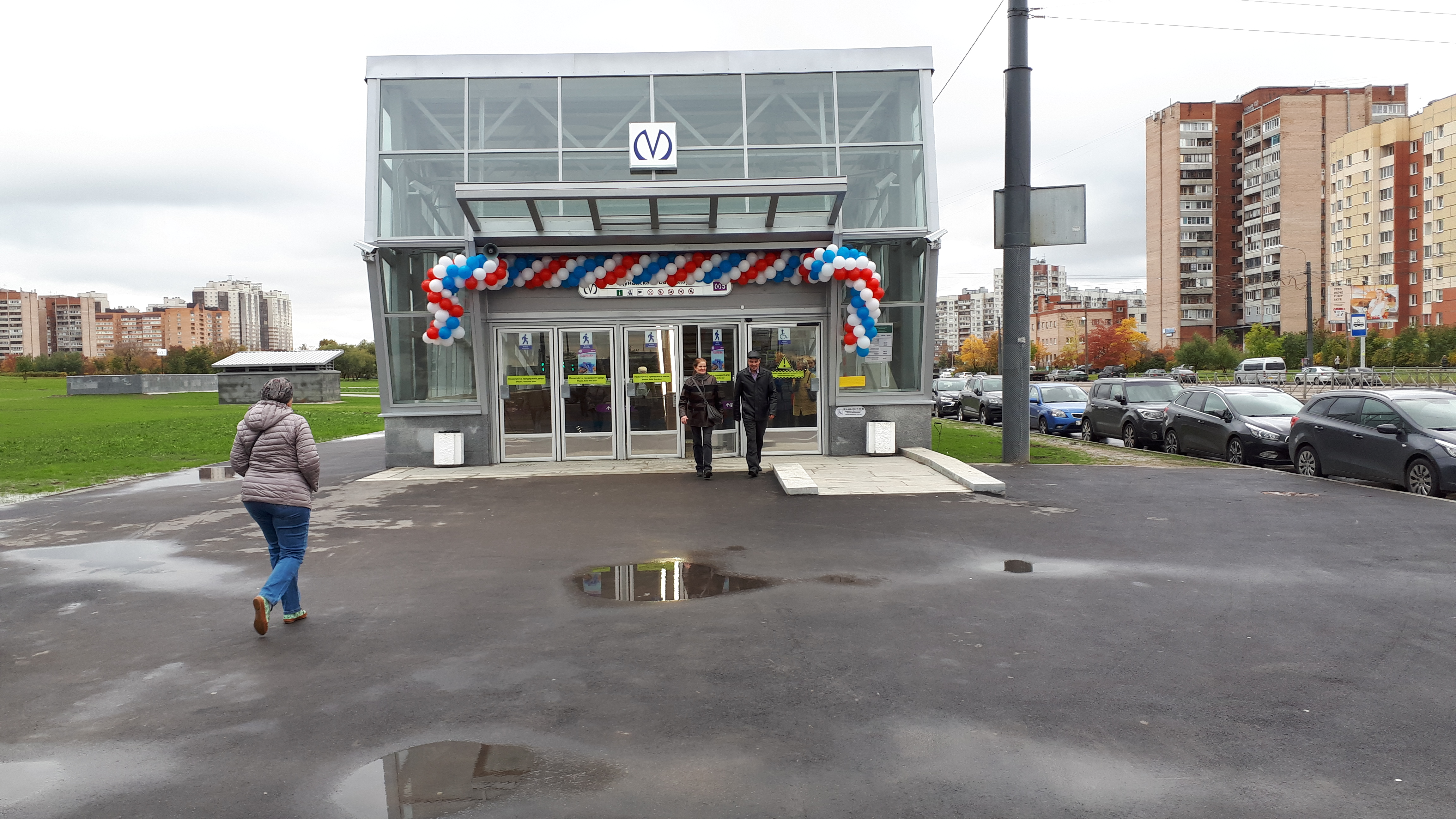
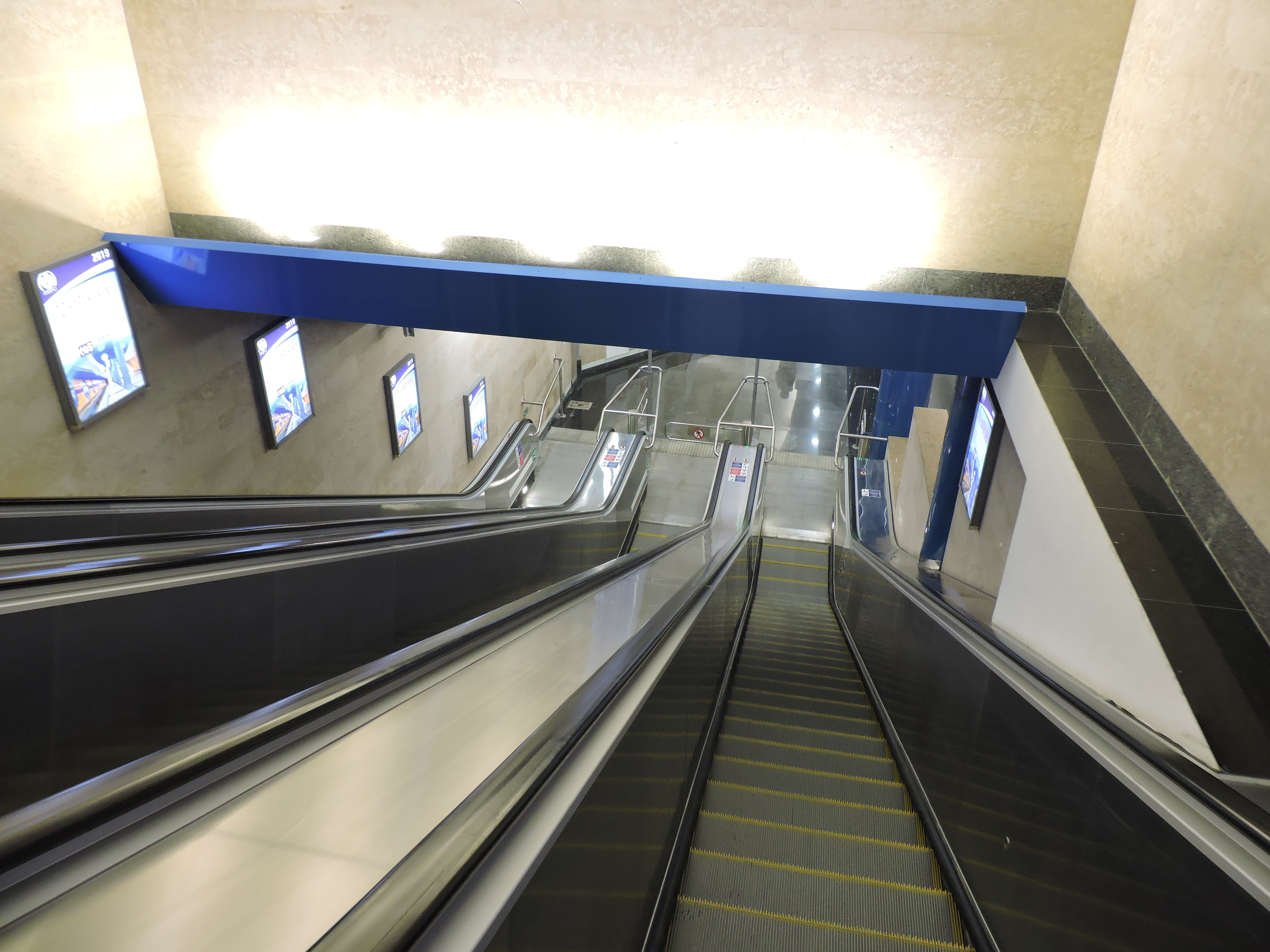

### Desserte
Dounaïskaïa est desservie par les rames de la ligne 5 du métro de Saint-Pétersbourg.

Installations et desserte
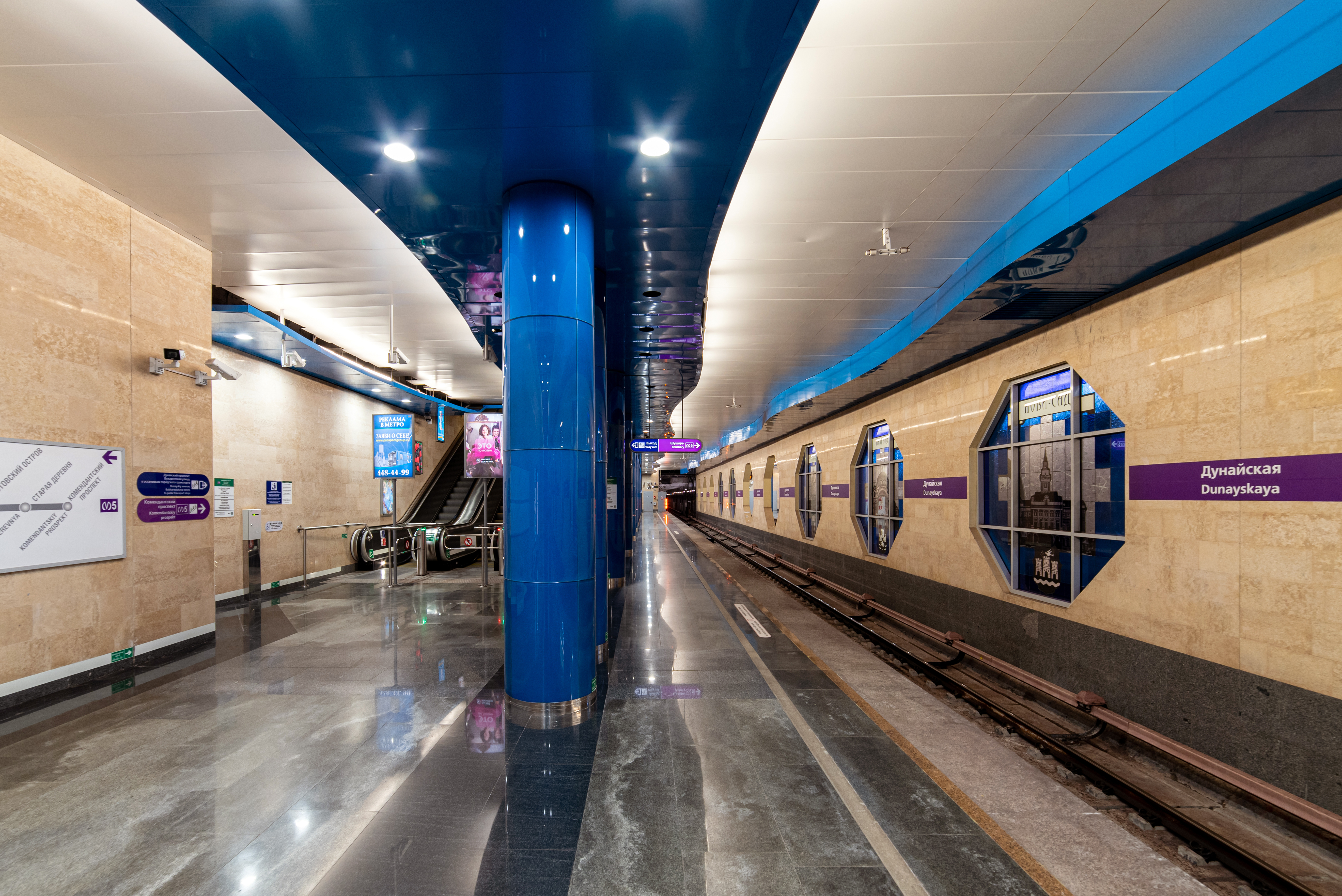
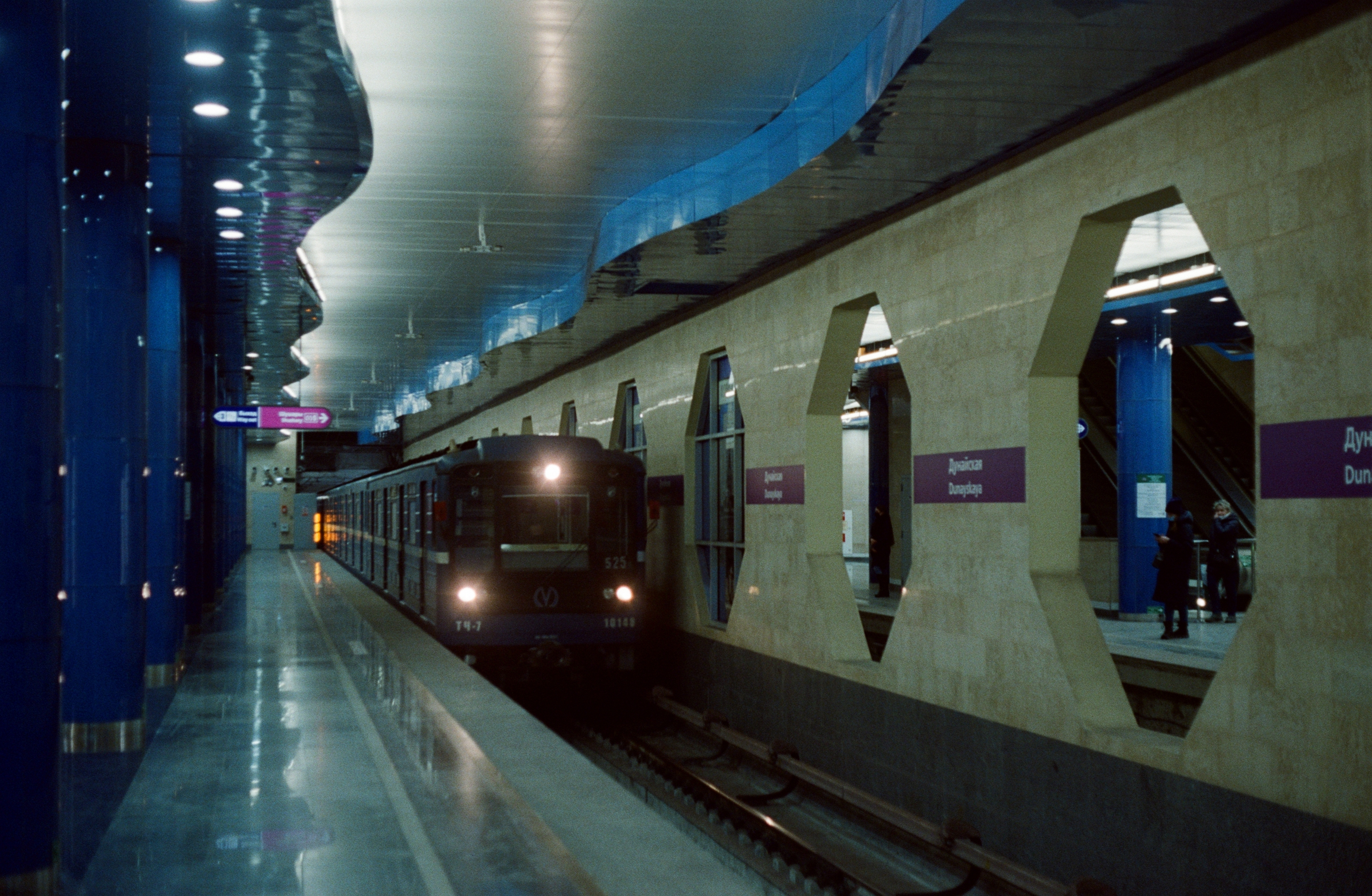
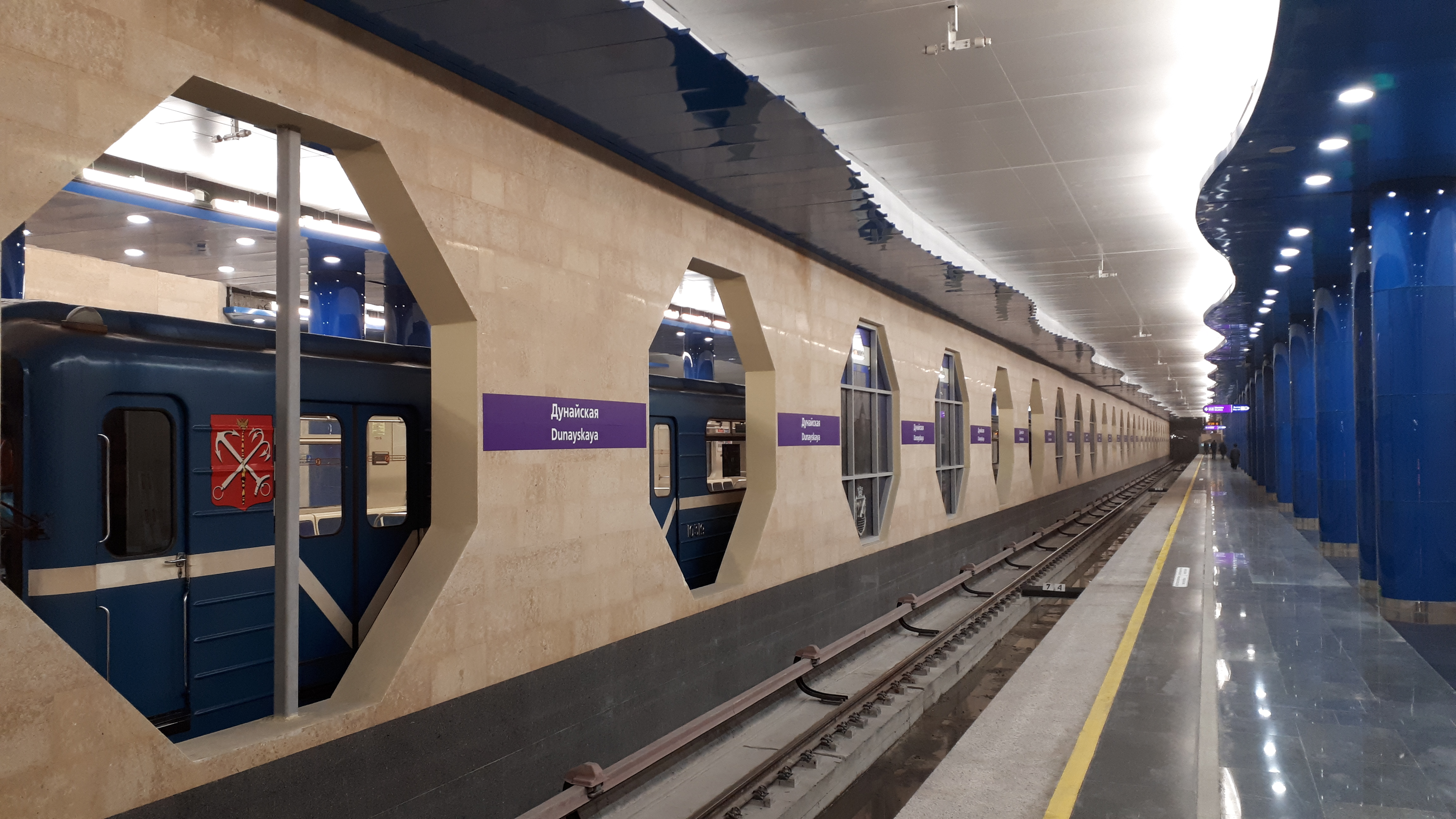

### Intermodalité
À proximité : une station du tramway de Saint-Pétersbourg est desservie par les lignes 45, 49 et 62 ; et des arrêts de bus sont desservis par plusieurs lignes.